# Monestir de San Pelayo
San Pelayo és un monestir catòlic a la ciutat d'Oviedo, al Principat d'Astúries (Espanya). A la seva part posterior es troba l'Acadèmia de la Llingua Asturiana i, fins al 2010, l'Arxiu Històric d'Astúries. L'edifici es troba a la zona preromànica en la qual també hi ha altres temples com la catedral d'Oviedo i San Tirso.
Alfons II d'Astúries, el Cast, dedicant-lo en un primer moment a Sant Joan Baptista de la Dueñas. Es creu que el patrocini del temple és obra de Teresa Ansúrez, vídua del rei Sanç I de Lleó.
Originalment dedicat a Sant Joan Baptista, avui dia el temple està dedicat a Sant Pelagi (Pelayo) Màrtir, nascut a principis del segle x a la localitat gallega d'Albeos. Sent encara nen va ser detingut com a ostatge en lloc del seu oncle Hermigio, bisbe de Tui. Després de passar quatre anys a la presó es refusa a cedir a les insinuacions de l'emir i a renunciar a la seva fe. És llavors martiritzat el 26 de juny de 925 a Còrdova.
Les seves relíquies van ser enviades pels cristians al nord, lluny de la influència musulmana. Primer van arribar a Lleó i l'any 994 van passar a Oviedo, on van ser acollides en aquest monestir, que va canviar de nom i va adoptar el del jove màrtir.
L'edifici va ser remodelat diverses vegades, trobant-se en els seus fonaments restes romàniques d'un claustre. El 1590, Leonardo de la Cajiga reedificà l'església i la primera gran reforma sobrevé l'any 1650 amb la construcció de les torres de Melchor Velasco. A la fi del segle xvii es torna a reedificar el conjunt amb traça de Gregorio Roza, Francisco de la Riva i Gaspar Ladrón de Guevara, reconeguts arquitectes que li donen el seu aspecte actual al conjunt. L'última fase de la reforma del monestir va començar el 1703 amb la construcció de la vicaria amb la seva imponent façana basada en els palaus barrocs, obra de Fra Pedro de Cardeña.